# Hypo Real Estate
Hypo Real Estate Holding AG es una compañía de tipo  holding establecida en Múnich que comprende a varios bancos dedicados a la financiación de bienes raíces y de hipotecas. Este consorcio abarca los tres sectores de los bienes raíces: la propiedad comercial, la infraestructura y las finanzas públicas, que a su vez abarcan los mercados de capitales y la gestión de activos. El Hypo Real Estate es la segunda institución financiera que otorga más préstamos en Alemania y la octava por ingresos (900 millones de euros Netos y 400.200 millones de euros de ingresos totales.)
El banco fue fundado en 2003 a partir de la separación de la división corporativa de bienes raíces del banco alemán HypoVereinsbank. El número de empleados de Hypo Real Estate asciende a 2.000. Cotiza en la Bolsa de Fráncfort y formó parte del índice DAX desde el 19 de diciembre de 2005 hasta el 22 de diciembre de 2008.

## Historia
En septiembre de 2001 se fusionaron Nürnberger Hypothekenbank, Süddeutsche Bodencreditbank y Bayerische Handelsbank para conformar la división corporativa financiaciadora de bienes raíces HVB Real Estate AG, perteneciente a  HypoVereinsbank. 
Hypo Real Estate Group surgió de la separación de HVB Real Estate AG cumpliendo con los términos de la (los ejecutivos de Hypovereinsbank decidieron votar a favor de la propuesta en mayo de 2003). Se registró de manera formal en el Handelsregister el 29 de septiembre como Hypo Real Estate Group.
Con un volumen aproximado de 124 millardos de euros, Hypo Real Estate es la más grande de las instituciones financieras de bienes raíces en Alemania y una de las más grandes de Europa, así como una de las mayores instituciones emisoras de bonos cubiertos. Este banco fue uno de los primeros bancos de Alemania que obtuvieron beneficios económicos por las ventas de grandes extensiones de préstamos no reditables o préstamos incobrables. En el 2005, la empresa estadounidense Lone Star había comprado créditos valorados en 3,6 millardos de euros provenientes de Hypo Real Estate.
En 2007, el banco germano-irlandés Depfa fue adquirido por HRE mediante un intercambio de acciones trasladadas a Irlanda por motivos fiscales. Desde entonces, Depfa permanece como una subsidiaria del Hypo Real Estate Group. Las negociaciones de la adquisición de Depfa concluyeron el 2 de octubre del mismo año.

## Crisis financiera de 2008
En el transcurso de la crisis financiera, Hypo Real Estate el 28 de septiembre de 2008 se convirtió en una empresa pública debido a las dificultades financieras causadas por la escasez de liquidez de septiembre del mismo año y la insolvencia causada por el gran peso de la deuda contraída por su filial Depfa. La junta directiva de Hypo Real Estate realizó después negociaciones con el gobierno alemán debido a las dificultades financieras y la insolvencia que su filial Depfa adquirió en el mercado intercambiario durante la crisis financiera. Estas afectaban directamente a su empresa matriz.
El 29 de septiembre de 2008 el ministro alemán de finanzas Peer Steinbrück anunció la concesión de una línea de crédito de 35 millardos de euros provenientes del gobierno alemán y la banca alemana. El gobierno y el sector financiero alemán tras encontrarse de nuevo ante la posible quiebra de Hypo Real Estate por el fracaso del plan de rescate pautado el 29 de septiembre, se decidió incrementar en 15 millones de euros el crédito otorgado en el plan de rescate a esta empresa. El 6 de octubre se propuso un segundo plan de rescate para que los bancos alemanes contribuyeran con un crédito de 50 millardos de euros, de los cuales un 40% del crédito; es decir, unos 20 millardos de euros provenían de Deutsche Bundesbank, el banco central alemán. El 17 de octubre Josef Ackermann, el presidente de Deutsche Bank decidió auxiliar a Hypo Real Estate en el plan de rescate con 12 millardos de euros, aproximadamente el 25% de todo el dinero recaudado en éste.
Según Axel Weber, el presidente de Deutsche Bundesbank, esta medida era necesaria para evitar el colapso de los sistemas intercambiarios y el tráfico comercial entre las instituciones financieras.

### Cambios en la gestión interna
Al término de la crisis de liquidez de septiembre de 2008, inmediatamente el presidente de Depfa, Paul Leatherdale y los miembros de la junta directiva de Hypo Real Estate anunciaron la decisión de abandonar a corto plazo las actividades competentes con la administración estadal. 
El 7 de octubre de 2008, el presidente ejecutivo de Hypo Real Estate Georg Funke dimitió de su cargo después de que varios políticos tomaron su relevo, incluyendo el mismo ministro de finanzas, Peer Steinbrück. El banquero Axel Wieandt tomó posesión de la administración de Hypo Real Estate desde el 13 de octubre.

### Utilización de los fondos de estabilización del mercado financiero
El 29 de octubre de 2008, la junta directiva de Hypo Real Estate comunicó en un comunicado de prensa que los contratos acordados el 6 de octubre acerca del plan de rescate valorado en 50 millones de euros con el consorcio financiero Deutsche Bundesbank y el Ministerio Federal de Finanzas sobre el plan de rescate serían administrados por la empresa a mediados de noviembre de 2008.
En tanto, las necesidades de liquidez a corto plazo se aseguraron mediante la petición de los fondos de estabilización financieros (FMS por las siglas en alemán de Finanzmarktstabilisierungsfonds) que fueron otorgados por el Parlamento Alemán y el Bundesrat desde el 17 de octubre debido a la crisis económica. El 28 de octubre, Deutsche Bundesbank aceptó la entrega de un crédito en garantía valorado en 15 millones de euros para solucionar las urgencias de liquidez.
Finalmente, el 31 de octubre de 2008, fue aprobada la entrega de la solicitud de crédito para Hypo Real Estate valorada en 15 millones de euros como parte de los fondos de estabilización. Para febrero de 2009, esta institución había recibido ayudas del gobierno valoradas en 52 millardos de euros.

### Estatización
El 24 de abril de 2009, el gobierno alemán anunció que estatizaría al Hypo Real Estate adquiriendo el 90% de sus acciones, objetivo que fue logrado el 8 de junio del mismo año.